# Saussurea gossypiphora
Saussurea gossypiphora es una especie de la familia de las asteráceas. Es originaria de Asia. Tiene fama de tener propiedades medicinales según la medicina tradicional china. 

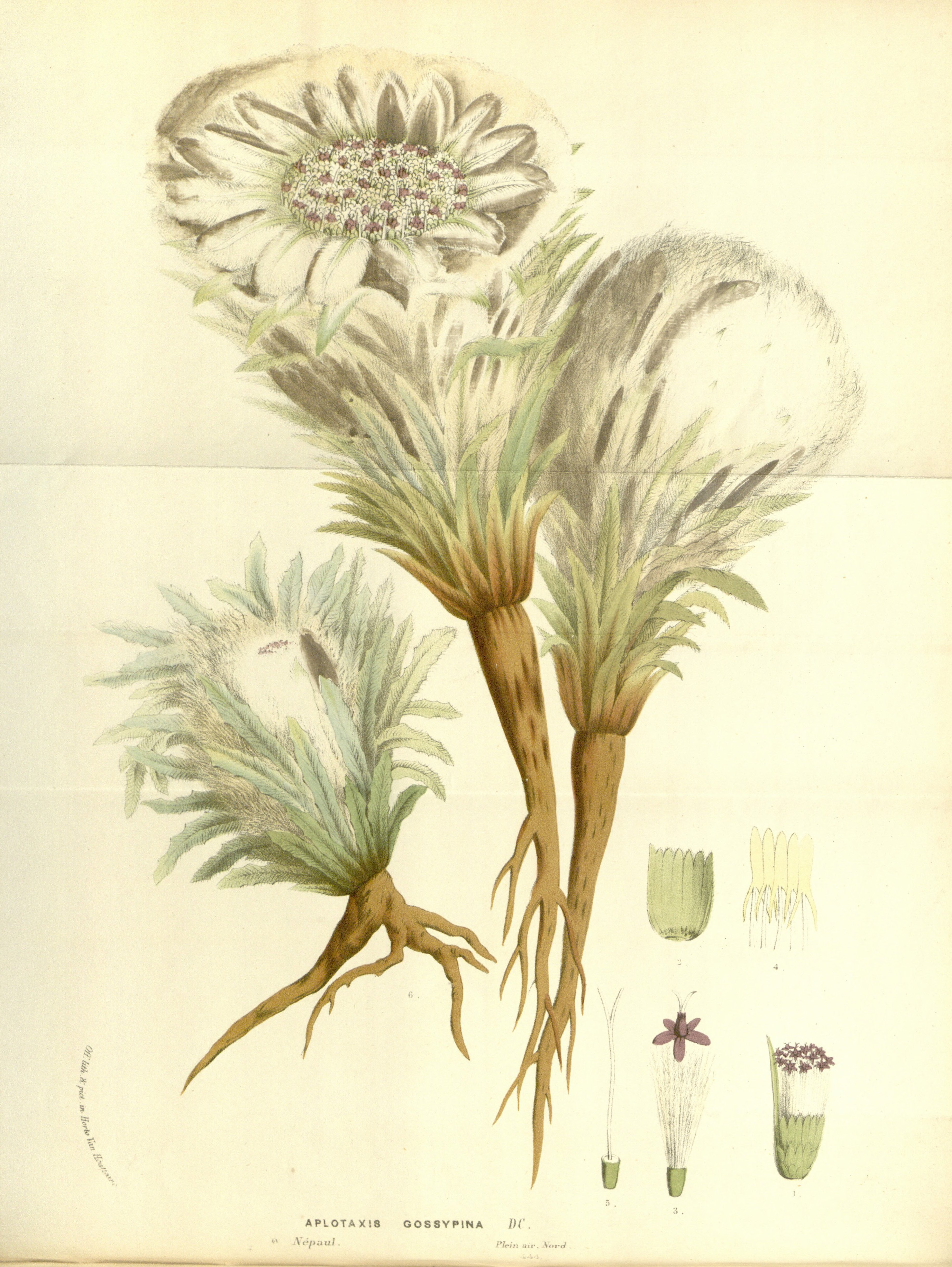
Ilustración

## Descripción
Es una planta herbácea que alcanza un tamaño de 9-30 [-48] cm de altura, perennifolia, monocárpica. Caudex sin ramificar. Tallo solitario de 1 cm de diámetro., Erecto, simple. Roseta en la parte inferior del tallo con las hojas pecioladas, limbo linear-oblongas a obovadas estrechas, 5-22 × 0.6-2.8 cm, ambas superficies verdes y esparcidamente pilosas o glabras, margen escasamente denticulado, el ápice agudo. Las hojas del tallo medio y superiores sésiles, angostamente ovado-elípticas a lineales, poco a poco más pequeñas hacia arriba en el tallo, ambas superficies densamente lanosas de color blanco amarillento o amarillo pálido, ápice agudo o acuminado. Capítulos numerosos, densamente agrupadas en el ápice del tallo plano en una inflorescencia [4 -] 7-10 cm de diámetro, escondidos en la floración con un indumento lanoso, sésiles. Involucros cilíndricos a campanulados de 5-10 mm de diámetro. Brácteas en 3-6 filas, ápice agudo; las brácteas externas ovadas de 4 x 3 mm, brácteas internas estrechamente ovadas-elípticas a lineares, de 7,5 x 1,5 mm. Receptáculo de cerdas aprox. de 2 mm. Corola de color púrpura brillante a rojo púrpura, 7-12.5 mm, tubo de 2-5,5 mm, las extremidades 5-7, lóbulos de 1,5-2 mm. Aquenio cilíndrico, 2-4,5 mm, ápice esparcidamente papiloso o glabro. Vilano de color pardo claro; exterior de las cerdas de 4-5 mm, 8-10 mm interior de las cerdas. Fl. y fr. Agosto-octubre. Tiene un número de cromosomas de 2 n = 36.

## Distribución y hábitat
Se encuentra en las pedregosas laderas alpinas, en las grietas en las rocas; a una altitud de 4200-5000 metros, en el sur de Xizang (Yadong),? Yunnan en China y en Bután, India, Cachemira y Nepal.

## Usos
Toda la planta de Saussurea gossipiphora se usa con fines medicinales.

## Taxonomía
Saussurea gossypiphora fue descrita por David Don y publicado en A Numerical List of Dried Specimens n. 2910 B.: 1831.
Etimología
Saussurea: nombre genérico que fue nombrado por De Candolle en honor de Nicolas-Théodore de Saussure (1767-1845).
gossypiphora: epíteto latíno que significa "algodonosas"
Sinonimia
- Aplotaxis gossypina (Wallich) Candolle;
- Saussurea gossipiphora var. lilliputa Lipschitz;
- Saussurea gossipiphora subsp. luxuriosa Lipschitz;
- Saussurea gossypina Wallich.
- Cnicus gossypinus Wall. ex DC.
- Eriocoryne nidularis Wall. ex DC.[3]